# Tummaville
Tummaville är en ort i Australien. Den ligger i kommunen Toowoomba och delstaten Queensland, omkring 160 kilometer väster om delstatshuvudstaden Brisbane.
Runt Tummaville är det mycket glesbefolkat, med 2 invånare per kvadratkilometer..
I omgivningarna runt Tummaville växer huvudsakligen savannskog. Genomsnittlig årsnederbörd är 949 millimeter. Den regnigaste månaden är januari, med i genomsnitt 191 mm nederbörd, och den torraste är september, med 31 mm nederbörd.